# 10251 Муліш
10251 Муліш (10251 Mulisch) — астероїд головного поясу, відкритий 26 березня 1971 року.
Тіссеранів параметр щодо Юпітера — 3,564.